# Estnische Badmintonmeisterschaft 2004
Die Estnische Badmintonmeisterschaft 2004 fand vom 31. Januar bis zum 1. Februar 2004 in Tallinn statt. Es war die 40. Austragung der Titelkämpfe.

## Medaillengewinner
| Disziplin    | Gold                       | Silber                    | Bronze                      |
| ------------ | -------------------------- | ------------------------- | --------------------------- |
| Herreneinzel | Heiki Sorge                | Gert Künka                | Indrek Küüts                |
| Dameneinzel  | Kati Tolmoff               | Piret Hamer               | Kati Kilk                   |
| Herrendoppel | Indrek Küüts Meelis Maiste | Kristo Kasela Toomas Erik | Heiki Sorge Andres Aru      |
| Damendoppel  | Helen Reino Piret Hamer    | Elina Elkind Triin Ploom  | Ulla Helm Eve Jugandi       |
| Mixed        | Indrek Küüts Piret Hamer   | Andres Aru Ulla Helm      | Gert Künka Kai-Riin Saluste |